# The Space Between Us (2017)
The Space Between Us is een Amerikaanse romantische sciencefictionfilm uit 2017. De film werd geregisseerd door Peter Chelsom en geschreven door Allan Loeb, en is gebaseerd op een verhaal van Stewart Schill, Richard Barton Lewis en Loeb. In de film vertolken acteurs Gary Oldman, Asa Butterfield, Britt Robertson, en Carla Gugino een hoofdrol. Het verhaal gaat over een zestienjarige jongen die geboren is op Mars, die naar de aarde reist. 
De film ging in première op 3 februari 2017 in de Verenigde Staten.

## Verhaal
De film start met zes astronauten die in 2018 naar Mars worden gestuurd. Ze gingen oorspronkelijk maar voor vijf jaar naar Mars en zouden de eerste bewoners zijn, maar dan blijkt de hoofdastronaut Sarah Elliot zwanger te zijn. Zij bevalt net na de landing op Mars maar overleeft het niet.
Dan springt de film 16 jaar verder in de tijd: het is 2034 en de zoon van Sarah, Gardner Elliot, is opgegroeid tot een slimme jongeman. Hij mist zijn moeder enorm en probeert er achter te komen wie zijn vader is. Aangezien zijn moeder zwanger was in de ruimte heeft Gardner fysieke afwijkingen: zijn botten zijn erg zwak en al zijn organen zijn anders, waaronder zijn hart. Hij werd voor de wereld geheim gehouden. Via chatten leert hij Tulsa, een jonge vrouw, kennen. Gardner wil graag naar de aarde en na veel discussie en overleg wordt het toegestaan. Om dit mogelijk te maken moest hij wel eerst verschillende operaties ondergaan op Mars.
Na een vlucht van ongeveer zes maanden komt hij aan op de Aarde. Hij besluit Tulsa te zoeken. Als hij haar gevonden heeft, willen ze zijn vader vinden. In de tussentijd worden ze door de politie in de gaten gehouden.

## Rolverdeling
- Gary Oldman als Nathaniel Shepherd
- Asa Butterfield als Gardner Elliot
- Carla Gugino als Kendra Wyndham
- Britt Robertson als Tulsa
- B. D. Wong als Tom Chen
- Janet Montgomery als Sarah Elliot
- Trey Tucker als Harrison Lane
- Scott Takeda als Dr. Gary Loh
- Adande Thorne als Scott Hubbard
- Colin Egglesfield als Sarahs broer
- Gil Birmingham als Shaman Neka
- Logan Paul als Roger
- Saarh Minnich als journalist
- Ryan Jason Cook als kontrolekamertechnicus
- Lauren Myers als Alice Myers
- Morse Bicknell
- Beth Bailey
- Chuck Woodruff als Tim Janis
- Bruce Macintosh als NASA-wetenschapper
- David House als Roland
- Esodie Geiger als Mrs. Tupelo
- Eb Lottitmer als kolonel bij de luchtmacht